# Arranque roteño
 (janvier 2023).
L'arranque roteño est un plat typique de la municipalité de Rota, dans la province de Cadix, en Espagne, à mi-chemin entre le gaspacho et l'ajo caliente. Il est élaboré avec des tomates, de l'ail, des poivrons frits, de la chapelure, de l'huile et du sel.

## Préparation
Les légumes sont écrasés, puis le pain est émietté, mais pas écrasé à nouveau. Il est accompagné de poivrons crus du jardin de Rota.